# Elaine Luria
Elaine Goodman Luria (Birmingham, 15 agosto 1975) è una politica e militare statunitense, membro del Partito Democratico ed esponente della Camera dei Rappresentanti per lo stato della Virginia dal 2019 al 2023. È stata ufficiale di marina per vent'anni.

## Biografia
Nata a Birmingham in una famiglia ebrea, Elaine Luria crebbe nell'Alabama; nel 1997 si arruolò in marina e frequentò la United States Naval Academy. La Luria prestò servizio per i successivi vent'anni, operando come ingegnere per i reattori nucleari, raggiungendo il grado di comandante. Fu la prima donna della marina statunitense a spendere tutta la carriera sulle navi da guerra. Si sposò con il comandante Robert Blondin ed ebbe tre figli, stabilendosi in Virginia.
Entrata in politica con il Partito Democratico, nel 2018 si candidò alla Camera dei Rappresentanti contro il deputato repubblicano in carica Scott Taylor. Durante la campagna elettorale Taylor fu coinvolto in uno scandalo quando emerse che il suo team aveva falsificato alcune firme per permettere l'accesso alla corsa ad un terzo candidato, Shaun Braun, col fine implicito di dividere il voto dell'opposizione tra la Luria e Braun. I democratici presentarono ricorso presso un giudice che decise di estromettere Braun dalla competizione; la Luria riuscì quindi a prevalere di misura su Taylor, nonostante il distretto congressuale in questione fosse considerato una roccaforte repubblicana.
Nella stessa tornata elettorale vennero elette insieme ad Elaine Luria altre due donne democratiche, Abigail Spanberger e Jennifer Wexton. L'affermazione della Luria contribuì a segnare un trend rispetto all'elezione di donne veterane.
Rieletta per un secondo mandato nel 2020, venne sconfitta nel 2022 dalla repubblicana Jen Kiggans e lasciò il seggio dopo quattro anni.

## Vita privata
Anche il marito di Luria, Robert Blondin, è un comandante navale in pensione e ha trascorso 27 anni in marina.  Luria ha due figliastri e una figlia nata nel 2009, risiede con la famiglia a Norfolk e ha tenuto il discorso di apertura nel maggio 2019 alla Virginia Wesleyan University. Luria frequenta il tempio Ohef Sholom, una sinagoga ebraica riformata nel Norfolk.